# NGC 3269
NGC 3269是一个位于唧筒座的棒旋星系或透鏡狀星系，属于唧筒座星系团，距离地球40.7百萬秒差距（132.7 × 106光年）。